# English Democrats

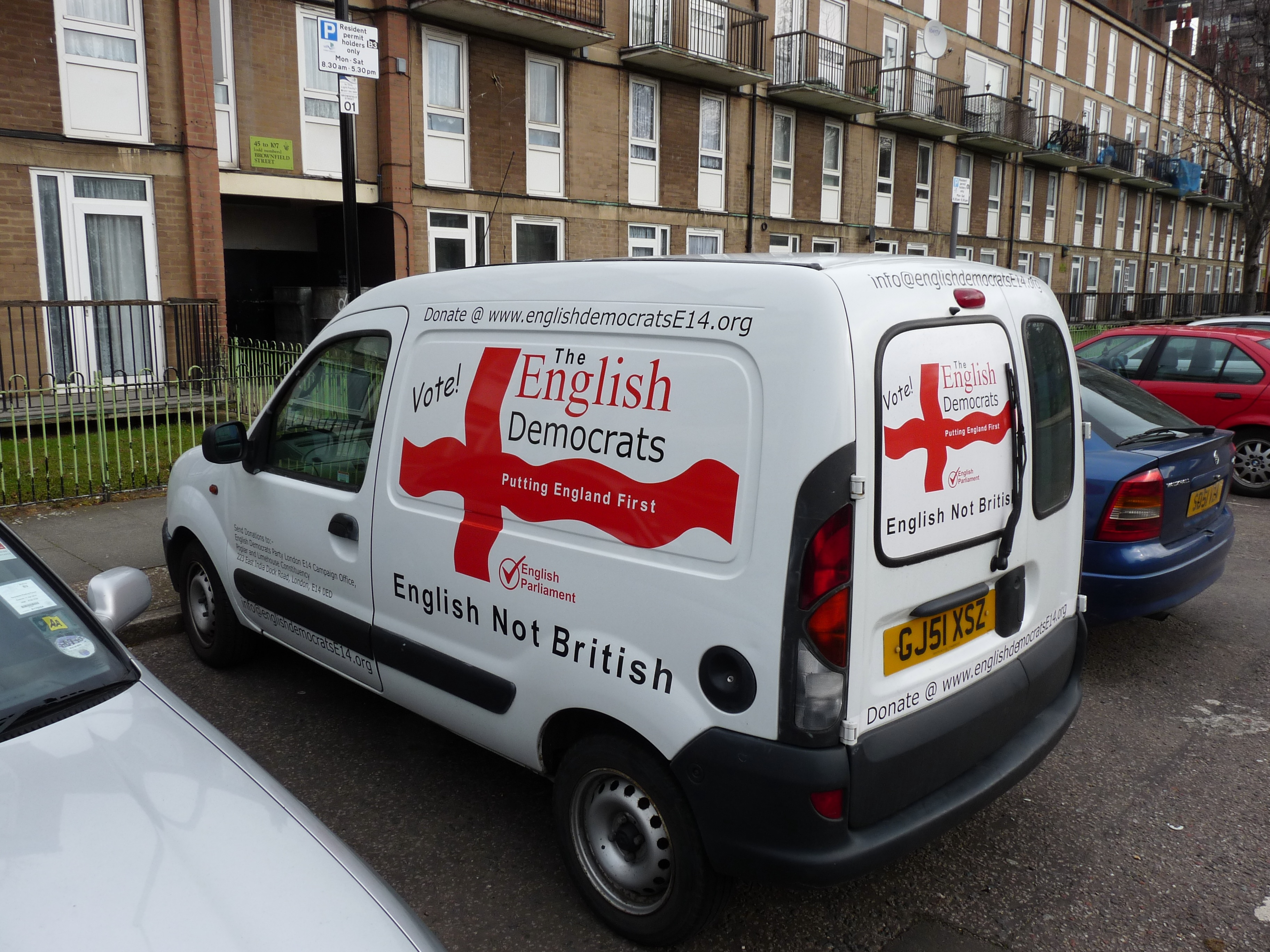
Das Parteilogo der English Democrats auf einem Auto

Die English Democrats (Englische Demokraten) sind eine regionalistische politische Partei in England. Das politische Hauptziel der Partei ist die Etablierung eines eigenständigen Parlaments für England. Die English Democrats können als eine Art englisches Gegenstück zu den Regionalparteien von Schottland (Scottish National Party, SNP) und Wales (Plaid Cymru) aufgefasst werden. Im Gegensatz zu diesen beiden Parteien, die eher dem Mitte-links-Spektrum angehören, vertreten die English Democrats rechtskonservative bis rechtspopulistische Standpunkte.

## Parteigeschichte
Die Partei wurde am 17. September 2002 durch Robin Tilbrook gegründet. Vorangegangen waren in den Jahren 1997–1998 die drei Referenden in Wales, Schottland und Nordirland, die im Rahmen der Politik der devolution (Dezentralisierung) der neuen Labour-Regierung unter Tony Blair zur Einrichtung von Regionalparlamenten in diesen Landesteilen geführt hatten. Nur England war danach ohne eigenes Parlament geblieben.

## Politische Standpunkte
England soll nach dem Willen der Partei „als eigenes Land anerkannt“ werden und ein eigenes Parlament erhalten. Eine Regionalisierung im Sinne einer Unterteilung Englands in einzelne Regionen mit separaten Parlamenten wird abgelehnt. Insbesondere die Mitsprache von in Schottland gewählten Labour-Abgeordneten in englischen Angelegenheiten müsse aufhören.
Seit dem Jahr 2014, einhergehend mit den Debatten um das Referendum über die Unabhängigkeit Schottlands 2014, befasst sich die Partei zunehmend mit dem Szenario einer vollständigen Auflösung des Vereinigten Königreichs.
Die Partei möchte die „Massenimmigration“ nach England stoppen. Es sollen nur noch Einwanderer mit Berufsausbildung, entsprechendem Vermögen und solche, die die englische Sprache beherrschen, als Immigranten akzeptiert werden. Die sogenannte „Einwanderung in die Sozialsysteme“ soll unterbunden werden. Die political correctness (darunter verstehen die English Democrats etwas diffus das Nicht-Ansprechen unliebsamer Wahrheiten) wird abgelehnt. Die selbstgerechte political correctness sei inkompatibel mit einer freien und demokratischen Gesellschaft. Sie habe dazu geführt, dass Personen in öffentlichen Ämtern nicht mehr die Interessen der Mehrheit, sondern die kleiner Interessengruppierungen verfolgt hätten.
St. George's Day (der Tag des heiligen Georg, des Schutzpatrons Englands) soll ein öffentlicher Feiertag in England werden.
Die English Democrats streben einen Austritt Englands aus der Europäischen Union an, da die EU nach französischem Muster zentralisiert und bürokratisch aufgebaut sei und die Integrität und Souveränität der Mitgliedsstaaten zu schwächen drohe. Die English Democrats befürworten ein Referendum zum EU-Austritt. Sollte sich in einem solchen Referendum die Mehrheit der englischen Wähler für einen Austritt entscheiden, müsse England austreten, notfalls auch unter Inkaufnahme des Auseinanderbrechens des Vereinigten Königreichs.
Wirtschaftspolitisch streben die English Democrats eine Art Re-Industrialisierung Englands an. Die Abhängigkeit vom Dienstleistungssektor und die Geringschätzung von Industriearbeit sollen vermindert werden bzw. verschwinden. Eine möglichst weitgehende wirtschaftliche Unabhängigkeit (Economic Independence) wird angestrebt.
Insgesamt ähneln die politischen Standpunkte der English Democrats sehr stark denen der UK Independence Party (UKIP), weswegen die Partei auch gewisse Schwierigkeiten hat, sich von dieser im Profil abzugrenzen. Daraufhin angesprochen erklärte Parteiführer Robin Tilbrook, dass die English Democrats eben eine spezifisch englische Partei seien, die speziell englische und nicht gesamt-britische Interessen vertrete. De facto ist allerdings auch die UKIP trotz ihres gesamt-britischen Anspruches eine ganz überwiegend englische Partei; ihre Anhängerschaft in Schottland ist gering.
Bei der Unterhauswahl 2015 stellten die English Democrats in 32 Wahlkreisen Kandidaten auf und erhielten landesweit 6.531 von 30.695.212 Stimmen (0,02 %).

## Kritik
Der Parteigründer Tilbrook war früher Mitglied der Konservativen Partei gewesen. Die English Democrats haben in ihrer relativ kurzen Parteigeschichte unter anderem Zustrom von Mitgliedern aus rechtsnationalistischen Gruppierungen wie der British National Party erhalten, was zusammen mit der politischen Ausrichtung der Partei ihr von verschiedener Seite den Vorwurf des Rechtspopulismus eingebracht hat. In einem Interview der BBC im April 2013 schätzte Tilbrook den Anteil ehemaliger BNP-Mitglieder auf „vielleicht 200 bis 300 von 3.000“, was ihm keine Sorgen bereiten würde.

## Wahlergebnisse

### Unterhauswahlen
| Jahr | Wahl                 | Stimmen | Stimmenanteil | Sitze |
| ---- | -------------------- | ------- | ------------- | ----- |
| 2005 | Unterhauswahlen 2005 | 15.149  | 00,06 %       | 0/529 |
| 2010 | Unterhauswahlen 2010 | 64.826  | 00,25 %       | 0/533 |
| 2015 | Unterhauswahlen 2015 | 6.531   | 00,02 %       | 0/533 |
| 2017 | Unterhauswahlen 2017 | 1.913   | <0,01 %       | 0/533 |
| 2019 | Unterhauswahlen 2019 | 1.987   | <0,01 %       | 0/533 |
| 2019 | Unterhauswahlen 2024 | 5.182   | 00,02 %       | 0/543 |

### Wahlen in England und Wales
| Jahr | Wahl                                        | Stimmen | Stimmenanteil | Sitze |
| ---- | ------------------------------------------- | ------- | ------------- | ----- |
| 2007 | Wahl zur Nationalversammlung für Wales 2007 | 1.655   | 0,2 %         | 0/60  |
| 2008 | Wahl zur London-Versammlung 2008            | 25.569  | 1,0 %         | 0/25  |
| 2011 | Wahl zur Nationalversammlung für Wales 2011 | 1.904   | 0,2 %         | 0/60  |
| 2012 | Wahl zur London-Versammlung 2012            | 22.025  | 1,0 %         | 0/25  |
| 2016 | Wahl zur Nationalversammlung für Wales 2016 | 146     | 0,0 %         | 0/60  |

### Europawahlen
| Jahr | Wahl            | Stimmen | Stimmenanteil | Sitze |
| ---- | --------------- | ------- | ------------- | ----- |
| 2004 | Europawahl 2004 | 130.056 | 0,79 %        | 0/78  |
| 2009 | Europawahl 2009 | 279.801 | 1,85 %        | 0/72  |
| 2014 | Europawahl 2014 | 126.024 | 0,77 %        | 0/72  |
| 2019 | Europawahl 2019 | 39.938  | 0,23 %        | 0/73  |